# Силва, Жуакин Алберту
Жуаки́н Албе́рту Си́лва (порт. Joaquim Alberto Silva; 4 марта 1974, Луанда — 15 апреля 2019), более известный как Кинзи́нью — ангольский футболист, нападающий. Автор первого гола Анголы на Кубках африканских наций.

## Карьера

### Клубная
Начал свою карьеру Кинзинью в 1994 году в Анголе в клубе «Атлетику Авиасан». В 1995 году вместе с ним выиграл Кубок Анголы. В том же году он перешёл в португальский «Порту» из Примейры. В 1996 году он выиграл с ним чемпионат Португалии. Сезоны 1996/1997 и 1997/1998 он провел в аренде в других клубах, «Униан Лейрия» и «Риу Аве». В 1999 году вместе с «Порту» снова выиграл чемпионат Португалии.
В том же году Кинзинью уехал в испанский «Райо Вальекано». Он сыграл за клуб в Ла Лиге всего 1 раз. Это было в проигранном матче против «Реал Сарагосы», сыгранного 26 сентября 1999 года. В начале 2000 года он вернулся в Португалию, где стал игроком клуба «Фаренсе». Он провёл там шесть месяцев. Затем играл в первом дивизионе за «Авеш» и «Алверку», а также во втором дивизионе за «Эшторил-Прая».
Кинзинью в январе 2003 года, после половины сезона с «Эшторил-Прая» в низших лигах, покинул Португалию и отправился в Китай, в местный клуб «Гуанчжоу Эвергранд», выстуающий в китайской Суперлиге. Там он провёл сезоны 2003 и 2004. В 2005 году он уехал в клуб «Сямынь Ланьши» из Первой лиги. Он играл с ними 2 сезона подряд в Суперлиге. В 2008 году он перешёл в клуб «Пудун Зобон».
В 2009 году Кинзинью вернулся в Анголу, где два сезона играл за команду «Рекреативу да Каала». В 2011 году он перешёл в свой первый клуб «Атлетику Авиасан». Через год он завершил карьеру.

### В сборной
В сборной Анголы Кинзинью дебютировал 4 сентября 1994 года в матче против сборной Намибии в отборе на Кубок африканских наций 1996 года. Вместе со сборной принял участие в Кубке африканских наций в 1996 и 1998 годах, где на каждом турнире сумел отличиться забитыми мячами.
На Кубке африканских наций 1996 года он забил два гола, также он забил первый гол Анголы на Кубках африканских наций. С 1994 по 2001 годы Кинзинью выступал за сборную Анголы, за которую провёл 40 матчей, забил 9 мячей.

## Смерть
15 апреля 2019 года Кинзинью, в то время работавший в Вилафранквенсе в качестве физиотерапевта, перенес сердечный приступ после пробежки в Алверка-ду-Рибатежу и вскоре после этого умер, в возрасте 45 лет. Он был похоронен в Лиссабоне.

## Достижения
Атлетику Авиасан
- Обладатель Кубка Анголы: 1995

 Порту
- Чемпион Португалии (2): 1995/96, 1998/99
- Обладатель Суперкубка Португалии (2): 1996, 1998

 Сямынь Ланьши
- Чемпион Китайской лиги Цзя-Б: 2005